# Сухумі
Суху́мі, або Сохумі (груз. სოხუმი [сохумі], абх. Аҟəа, Аква; раніше Діоскуріада, Себастополіс, Цхуми (ცხუმი), Сухум-Кале, в 1810–1936 — Сухум) — місто на східному узбережжі Чорного моря, столиця і найбільше місто Абхазії, яку більшість країн світу визнає як автономію в складі Грузії і яка фактично є окупованою РФ територією.

## Демографія
За часів Російської імперії та Радянського Союзу Сухумі був багатонаціональним містом. У 1921-1979 рр. населення міста зросло в п'ять разів. У радянський період зросла частка грузинів і абхазів у населенні міста. Зростання населення визначалося не лише природним приростом, а й міграцією із сіл у міста. Історичного максимуму популяція досягла в 1989 році. Після війни в Абхазії структура населення істотно змінилася.

## Етимологія
Стара назва міста — «Цхум/Цхомі», яка етимологічно, ймовірно, походить від Трсхіла (сванською «Цхвіімра», « Цхвіім»; Сухум), яка знайшла широке поширення в Шегдомі в різних мовах, включаючи саму Грузію. Абхазькою мовою місто називається «Акха» (Аҟəа). тюрк. «жирний») або від назв риб (зан. «чхоми»). Від грузинського «Цхум» походить його тюркізована форма «Сукхум»

## Географія
Сухумі знаходиться переважно в нижній течії річок Гуміст і Келасур на рівнині між її південно-східною частиною — річками Беслеца та Келасур на вузькій прибережній рівнині. . Поселення міста простягається на пагорби, які облямовують прибережну рівнину на північному сході. Площа Сухумі становить 23,3 км². За даними на 1987 рік забудовано 42% території міста. Річки Гуміста, Кельсаурі та Беслет впадають у Чорне море в межах міста та в його околицях.
У місті та його околицях поширено багато видів субтропічних рослин. Переважають штучно окультурені парки та цитрусові насадження. У Сухумі багато парків, серед яких Сухумський ботанічний сад і Синопський дендропарк, де налічується понад 900 видів рослин. За даними на 1987 рік у місті озеленено 842 га.

### Погода
Погода помірно волога субтропічна, з теплою зимою і жарким літом. Середня температура січня 5,8-6°С, серпня — 23°С. Середньорічна температура повітря 15°С. Річна кількість опадів 1480 мм. Тривалість сонячного світла 2100 годин. Заморозки бувають рідко. Сніг випадає рідко і швидко тане. Відносна вологість повітря 70%, влітку - 75%.

## Історія
Історія міста нараховує понад 2500 років. Це одне з найдавніших міст світу. На місці міста до VI століття нашої ери вихідцями із Мілета була заснована грецька колонія Діоскурія (названа на честь братів Діоскурів), що належала пізніше Понтійському царству. Топонім «Аку» зустрічається в грецькому написі на золотих монетах колхідського карбування (III—II ст. до н. е.) і порівнюється з абхазькою назвою міста Акуа. Пізніше на цьому місці була побудована римська фортеця Себастополіс, відома також в часи генуезької колонізації. З 736 поселення відоме під назвою Цхум (від абхазької назви «Гума») в складі Абхазького царства. В Середньовіччі — місто Цхумі в складі Грузинського царства, з другої половини XVI ст. — під владою Османської імперії: в 1724 побудована турецька фортеця Сухум-Кале на Чорному морі. З кінця XVIII століття до 1808 і з 1864 — столиця Абхазії.
В 1810 приєднано до Росії, статус міста отримав в 1848 році. Після скасування Абхазького князівства в 1864 — центр Сухумської військової області, підпорядкованої Кутаїському генерал-губернатору, з 1866 — Сухумського округу Кутаїської губернії.
Із 1991 — у складі незалежної Грузії. 27 вересня 1993 року під час війни у Абхазії місто було захоплене сепаратистами за підтримки Росії. Зафіксовано ряд жорстоких розправ і знущань росіян над мирним грузинським населенням.

## Відомі люди
- Гамсахурдія Давид Михайлович (1989—2016) — солдат Збройних сил України, учасник російсько-української війни.
- Вера Кобалія (нар. 1981) — міністр економіки Грузії;
- Мехузла Микола Аполлонович (1934—2011)— радянський вчений в галузі виноробства.
- Гицба Аліса Шалвівна (нар. 1970) — російська і абхазька оперна співачка (драматичне сопрано).
- Нікандро Басілайя (1906—1986) — грузинський лінгвіст, філолог, кандидат наук.
- Анатолій Качарава (1910—1982) — грузинський моряк, один із засновників та перший начальник грузинського флоту.
- Автанділ Гогоберідзе (1922—1980) — радянський футболіст, заслужений майстер спорту СРСР.
- Фазіль Іскандер (1929—2016) — письменник, завоював публіку своїми іронічними творами про життя людей на Кавказі.
- Георгій Граматикопуло (1930—1992) — радянський футболіст, грецько-грузинського походження.
- Зураб Копаліані (1943—2007) — грузинський гідролог.
- Віктор Санєєв (1945—2022) — грузинський радянський легкоатлет.
- Габескірія Гурам (1947—1993) — минулий мер Сухумі, також був радянським футболістом.